# تريسي بروك
تريسي بروك (بالإنجليزية: Tracy Brook)‏ هي متزلجة فنية أسترالية، ولدت في 8 يوليو 1971.

## وصلات خارجية
- تريسي بروك على موقع اللجنة الأولمبية الدولية (الإنجليزية)
- تريسي بروك على موقع أوليمبيديا (الإنجليزية)
- تريسي بروك على موقع اللجنة الأولمبية الأسترالية (الإنجليزية)